# آیلا: دختر جنگ
آیلا: دختر جنگ (به ترکی استانبولی: Ayla، به کره‌ای: 아일라) فیلمی در ژانر درام ساخت کره جنوبی-ترکیه محصول سال ۲۰۱۷ به کارگردانی جان اولکای است. این فیلم به عنوان نماینده کشور ترکیه در بخش بهترین فیلم خارجی زبان در نودمین دوره جوایز اسکار انتخاب شد، اما به عنوان نامزد نهایی انتخاب نشد.

## خلاصهٔ داستان
ترکیه در نتیجه درخواست کمک از سوی سازمان ملل در هنگام حمله کره شمالی به کره جنوبی در سال ۱۹۵۰، تیپ خود را به کره جنوبی می‌فرستد. گروهبان سلیمان، یکی از سربازان تیپ، دختر کوچکی را پیدا می‌کند که مادر و پدرش در میدان جنگ به قتل رسیده‌اند. گروهبان سلیمان به او لقب آیلا را می‌دهد زیرا او را در نور ماه پیدا کرده است. این دو با وجود مانع زبانی بین آنها دوستی برقرار می‌کنند، اما زمانی که سلیمان مجبور شد به خانه برگردد از هم می‌پاشند.
دختر آیلا در فیلم کره‌ای به خبرنگار ترکیه‌ای جنوبی فولدم در تلویزیون UNTV دعوت به جنگ می‌کند. تیپ ترکیه در سال ۱۹۵۰ به کره حمله کرد. آیلا در نور مهتاب نزد گروهبان سلیمان بازمی‌گردد. آیلا بر اساس داستان واقعی کیم یون جا و سلیمان دلبیرلیگی است که دیدار واقعی آنها به ستوان مسعود، سرگرد چتین اسماعیل و ژنرال کولتر نشان داده شد.

## بازیگران و شخصیت‌ها
- چتین تکیندور در نقش گروهبان سلیمان
- اسماعیل حاجی‌اوغلو در نقش گروهبان سلیمان (جوانی)
- لی کیونگ جین در نقش آیلا
- Kim Seol [ko] در کودکی آیلا
- علی آتای در نقش علی
- داملا سونمز در نقش نوران
- مراد ییلدیریم در نقش ستوان مسعود
- کلودیا جسی در نقش مرلین مونرو
- اریک رابرتس در نقش سرلشکر کولتر

## تولید
آیلا بر اساس داستان واقعی کیم یون‌جا و سلیمان دلبیرلیگی است که دیدار واقعی آنها در مستند کوره آیلا از بنگاه پخش مونهوا در سال ۲۰۱۰ به کارگردانی Chuncheon MBC نمایش داده شد. در انتخاب بازیگری که در سال ۲۰۱۶ در کره جنوبی برگزار شد، بازیگر کودک کیم سئول که قبلاً نقش جین جو را در سریال تلویزیونی محبوب کره جنوبی پاسخ به ۱۹۸۸ بازی کرده بود، برای نقش آیلا جوان انتخاب شد. کو یون مین نقش مادر آیلا جوان را بازی کرد.
فیلم‌برداری در سال ۲۰۱۶ آغاز شد. این فیلم توسط ترکیش ایرلاینز و وزارت فرهنگ و گردشگری ترکیه حمایت مالی شده است. بیشتر فیلم‌برداری در ترکیه انجام شده است. فیلم‌برداری در ترکیه در ژوئن ۲۰۱۷ به پایان رسید اولین نمایش این فیلم در ۱۱ سپتامبر ۲۰۱۷ در چارچوب جشنواره بین‌المللی فیلم تورنتو برگزار شد. این فیلم در ۲۷ اکتبر ۲۰۱۷ در ترکیه و ۲۱ ژوئن ۲۰۱۸ در کره جنوبی اکران شد.